# Měděnec
Měděnec – gmina w Czechach, w powiecie Chomutov, w kraju usteckim. Według danych z dnia 1 stycznia 2014 liczyła 136 mieszkańców.